# Капітан Нуль
«Капітан Нуль» (латис. «Kapteinis Nulle») — радянський художній фільм 1964 року, знятий на Ризькій кіностудії. Фільм знятий за однойменною повістю Егонса Лівса.

## Сюжет
Валдіс Нуль — молодий, амбітний капітан риболовецького траулера «Дзінтарс». У нього свій, сучасний погляд на методику лову, але путина диктує свої умови. Керівництво колгоспу під напором обставин, що склалися змушене включити до складу екіпажу колишнього капітана Баузе, тихого п'яницю Юхана та інших, не менш сумнівних працівників. Те, що бракує капітану — наявності досвіду і вправності — в надлишку у нав'язаних йому рибалок.

## У ролях
- Едуардс Павулс — капітан Валдіс Нуль
- Карліс Себріс — Юхан
- Аусма Кантане — Сабіна
- Гунарс Цилінскіс — Імант
- Артур Дімітерс — Баузе
- Евалдс Валтерс — Дундур
- Рудольф Крейцумс — рибак
- Егонс Бесеріс — Ука
- Алфонс Калпакс — Орканс Єнькіс
- Вальдемар Зандберг — голова колгоспу
- Альфред Віденієкс — Глуда
- Луйс Шмітс — Тетеріс
- Гунар Плаценс — кок Лакстигала
- Херберт Зоммер — начальник експедиції
- Едгар Муценієкс — Айніс
- Едуард Чаксте — Чурксте

## Знімальна група
- Автор сценарію: Егонс Лівс
- Режисер-постановник: Леонід Лейманіс
- Оператор-постановник: Мікс Звірбуліс
- Художники-постановники: Віктор Шільдкнехт, Герберт Лікумс
- Композитор: Індуліс Калниньш
- Звукорежисер: Гліб Коротєєв